# Albino I de Genebra
Albino I de Genebra (Albitius) , que nasceu em 900 e deve ter morrido entre 931 ou 932, é filho de Roberto I de Genebra e de Riquilda
Conde de Genebra, não se sabe a que data tomou posse do cargo, que deixou à sua morte entre  931 ou 932
Casa-se com Oda em 930 de quem tiveram;  Conrado I  e  Conrado II